# Pierwsza Republika Filipińska
Pierwsza Republika Filipińska – państwo istniejące między 23 stycznia 1899 a 23 marca 1901 roku na terenie Filipin, założone po rewolucji filipińskiej jako pierwsza republika konstytucyjna w Azji..